# Dean Anastasiadis
Dean Anastasiadis (Melbourne, 6 de junho de 1970) é um ex-futebolista profissional australiano, que atuava como goleiro.

## Carreira
Em 23 anos de carreira, Anastasiadis jogou em 11 clubes - destacando-se no South Melbourne, onde teve 4 passagens e disputou 214 jogos, e também no Carlton SC, pelo qual atuou 92 vezes. Jogou ainda por Heidelberg United, Yarraville Glory, Fawkner Blues, Port Melbourne Sharks, Collingwood Warriors, Wollongong Wolves, Essendon Royals e Oakleigh Cannons, onde se aposentou pela primeira vez, em 2009. Voltaria aos gramados em 2012, para disputar 3 jogos pelo South Springvale, antes de encerrar definitivamente a carreira de jogador aos 42 anos.
Pouco depois da aposentadoria, virou auxiliar-técnico do Melbourne Victory, exercendo a função por 6 anos.

## Seleção
Pela Seleção Australiana, foi vice-campeão da Copa das Nações da OFC, em 2002. Seu único jogo pelos Socceroos foi contra a Nova Caledônia, válido pela segunda fase da competição.

## Vida pessoal
Seu irmão, John Anastasiadis, foi também jogador de futebol (atuava como atacante) e também defendeu o South Melbourne (1997 a 2002), após jogar 9 temporadas pelo PAOK (Grécia).

## Titulos
Wollongong Wolves
- National Soccer League: 2000–01